# Образование в Ишимбае

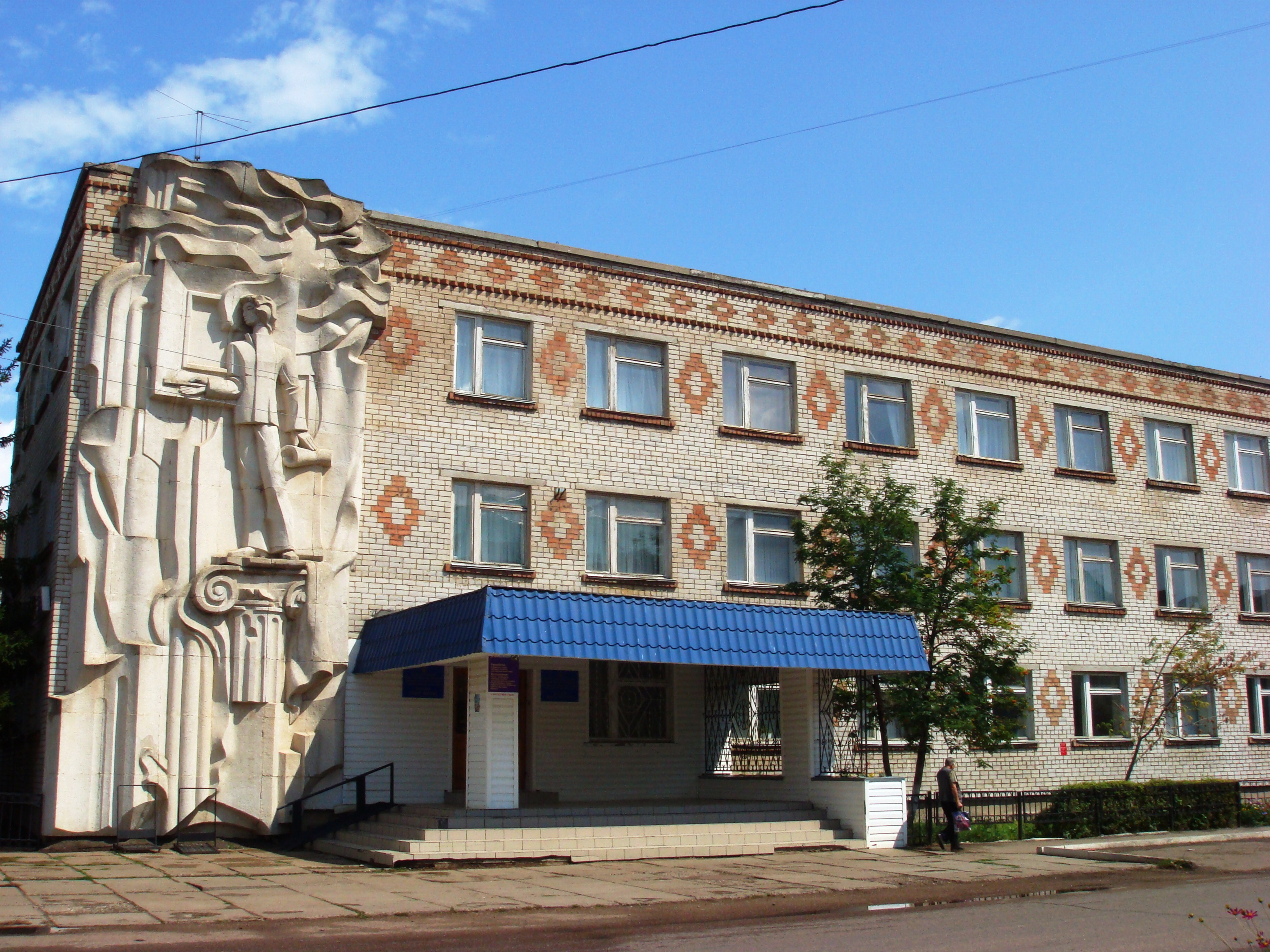
Детская школа искусств

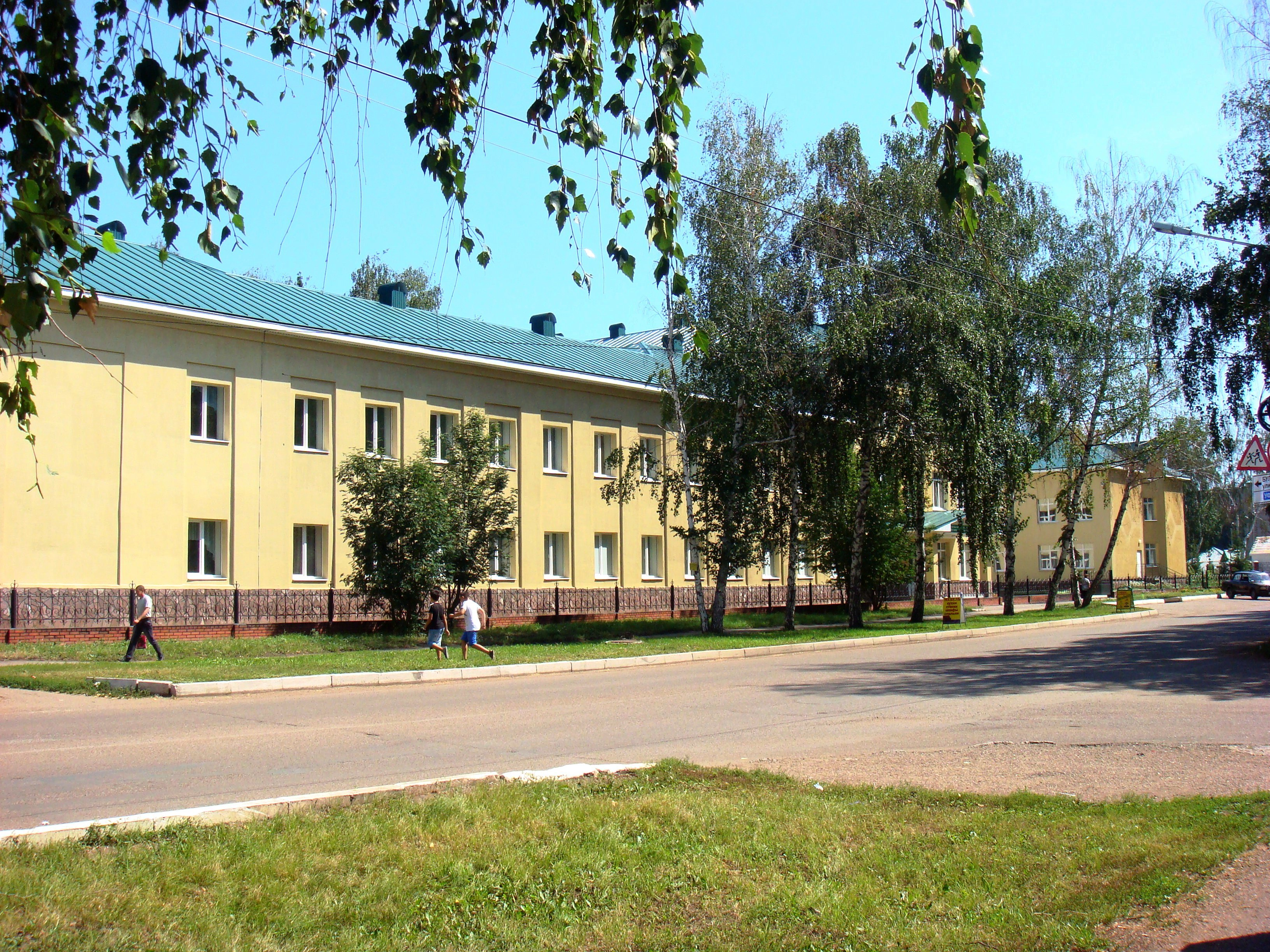
Башкирская республиканская гимназия-интернат № 2 им. Ахметзаки Валиди

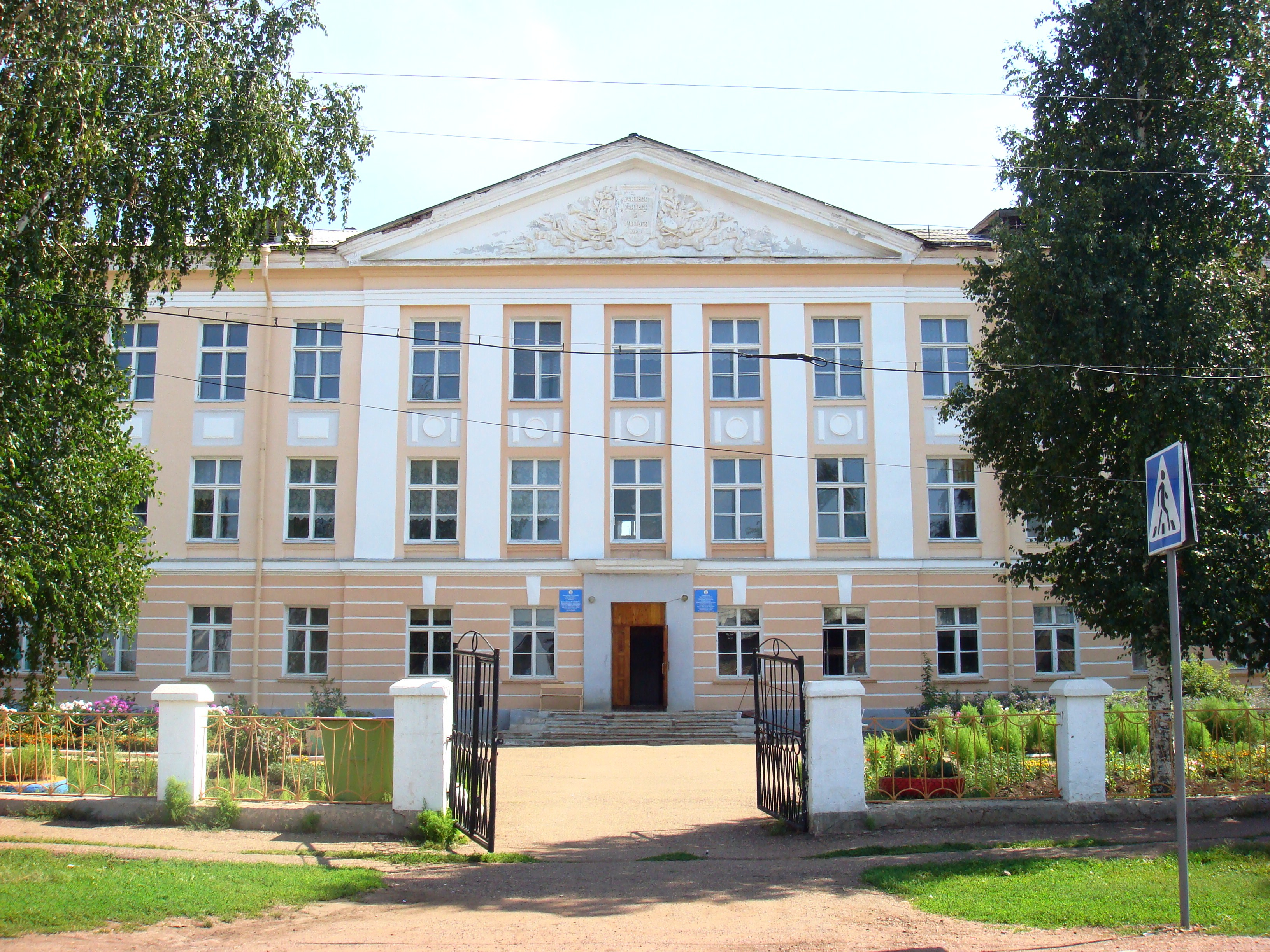
Средняя школа № 5 на Перегонном

Образование в Ишимбае — сеть образовательных учреждений города Ишимбая.
В городе Ишимбае на данный момент действуют 22 детских дошкольных образовательных учреждений (детские сады), 17 средних общеобразовательных школ, специальная (коррекционная) образовательная школа VIII вида, 2 инновационных учреждения, и инновационные интернатные учреждения. Имеются учреждения высшего, среднего и начального профессионального образования. Из учреждений дополнительного образования — Дворец детского (юношеского) творчества, Детская школа искусств, Детский эколого-биологический центр и Межшкольный учебно-курсовой комбинат трудового обучения и профессиональной ориентации учащихся. В последнее время началось возвращение зданий детским садам, закрытых в 1990-е годы по причине низкой рождаемости.

## Высшие учебные заведения
Высшее профессиональное образование в городе представляет Ишимбайский филиал Уфимского государственного авиационного технического университета — крупнейший филиал ВУЗа, основанный в 1980 году по инициативе Ишимбайскому заводу транспортного машиностроения. Первое десятилетие он размещался в здании бывшей школы № 8 по улице Революционной, 85. В это время строится новый корпус для филиала по улице Чкалова, строительство которого заброшено. В 1990 году филиал переехал в освободившееся здание школы № 11 по улице Губкина, 26. В 2005 году Ишимбайскому филиалу было передано здание Дома быта по улице Губкина, 15.
Также в Ишимбае имеются представительства Академии ВЭГУ (Восточная экономико-гуманитарная академия) и Современной гуманитарной академии.

## Средне-специальные учебные заведения

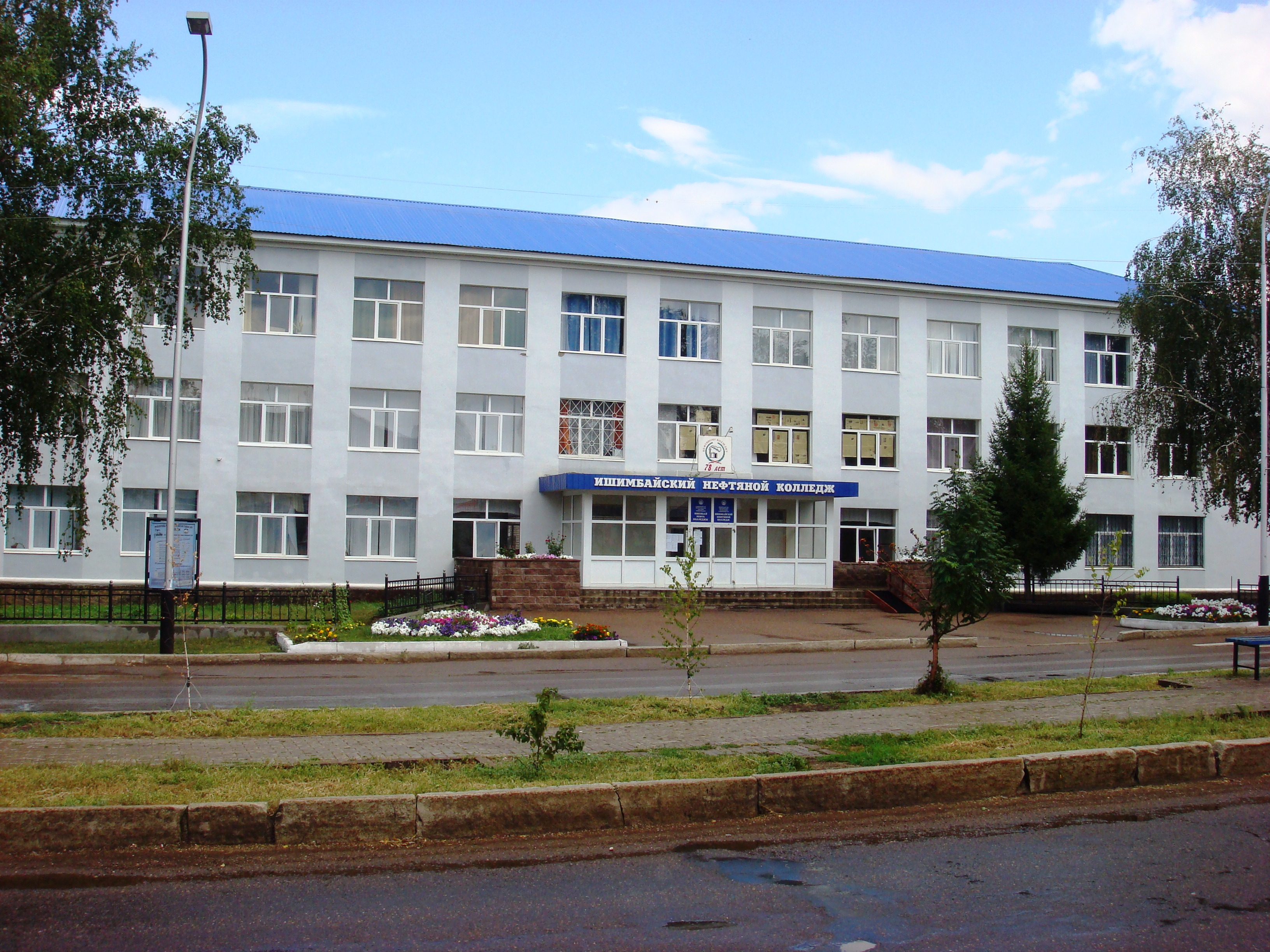
Ишимбайский нефтяной колледж

Среднее профессиональное образование даёт Ишимбайский нефтяной колледж — один из сильнейших среди родственных российских учебных заведений, основанный в 1932 году (первоначально в Стерлитамаке, так как города Ишимбая не существовало). Ишимбайский нефтяной колледж — первое в Башкирии учебное заведение профессионального образования топливно-энергетической направленности, создание которого напрямую связано с открытием в республике нефтяных и газовых месторождений. С появлением базовых предприятий и города в 1942 году техникум был переведён в город Ишимбай. В 1966 году на улице Губкина был построен учебный корпус — трёхэтажное здание со светлыми аудиториями, через год было закончено строительство производственного корпуса соединённого с учебным корпусом тёплым переходом и ещё через год — четырёхэтажное здание общежития на 300 человек. В 1993 году техникум получил статус колледжа.

## Начально-специальные учебные заведения
Ишимбайские учреждения начального профессионального образования — это специальное профессиональное училище № 1 закрытого типа, профессиональное училище № 21 и профессиональный лицей № 76. Долгое время существовало училище № 65 по улице Губкина (первоначально размещалось на пересечении улиц Бульварной и Богдана Хмельницкого).
Специальное профессиональное училище № 1 закрытого типа — основано в 1974 году. Это закрытое учреждение для трудных подростков-девушек с 14 до 18 лет. Является одним из ведущих училищ страны подобного профиля.
Профессиональное училище № 21 — основано в 1940 году как ремесленное училище № 2. За годы своего существования заведением подготовлено 18 тысяч специалистов для отраслей нефтяной и лёгкой промышленностей, машиностроения и транспорта. За 2008—2009 учебный год ПУ № 21 по результатам конкурсов, соревнований, олимпиад по общеобразовательным дисциплинам вошло в десятку лучших учебных заведений начального профессионального образования Республики Башкортостан.
Профессиональный лицей № 76 — основан в 1983 году базовым предприятием учреждения — Ишимбайским заводом транспортного машиностроения. За последние 20 лет подготовлено более 4600 высококвалифицированных специалистов.